# 안동 예안 이씨 근재재사

## 개요
근재 이전(1486∼1531) 선생의 덕을 추모하기 위하여 선조 24년(1591)에 손자인 이호가 지은 집으로 선생의 인품과 깨끗하던 지조를 기려서 재사에 '모선루'란 현판을 달았다.
마을 골 안으로 접어드는 길목의 오른쪽 높은 곳에 누마루를 앞면으로 하고 있으며, 건물 아래쪽에는 개울이 흐르고 뒷쪽에는 소나무가 우거진 좋은 자리에 위치하고 있다.
튼 'ㅁ'자 건물로 대문간채는 왼쪽부터 대문간, 마구간, 뒤주방으로 되어 있으며, 문을 들어서면 사각형의 안마당에 이른다. 마당의 오른쪽이 안채고 왼쪽은 누마루가 설치된 앞채이며, 부엌과 찬방으로 연결되어 'ㄷ'자를 이루고 있다. 안채는 앞면 2칸의 대청을 중심으로 왼쪽에 안방, 오른쪽에 사랑방이 2칸 설치되어 있다. 누다락 구조로 된 앞채는 5칸으로, 중앙 3칸이 누마루이고 양쪽에 온돌방이 있다. 안마당 쪽을 개방해서 난간을 세우고, 계단을 쌓아 누 위쪽에 오르게 하였다.
'ㅁ'자 평면 형식을 보이는 건물로 고치는 과정에서 변형이 많이 된 것으로 보이며, 이러한 누마루 형식의 재사건물은 경북지방에 많이 있다.

## 참고 자료
- 안동 예안 이씨 근재재사 - 국가유산청 국가유산포털